# Ракеты и люди
Ракеты и люди. Том 1. От самолётов до ракет ― научно-популярная и историческая книга. Автор ― советский и российский учёный-конструктор, один из ближайших соратников Сергея Королёва, Академик РАН (2000), Герой Социалистического Труда Борис Черток.

## Содержание
Полёты в космос давно стали обычным делом, туда уже и туристы летают. Тем не менее немногие знают об истории создания ракетной и космической техники в СССР. 
Хотя в последнее время появилось много новых книг на эту тему (не говоря уже о статьях в газетах и документальных фильмах), книги Бориса Чертока ― видного учёного, разработчика ракетных систем, заместителя Главного конструктора ракет Сергея Павловича Королева по-прежнему вызывают огромный интерес. 
Важность этой книги в том, что Черток стоял у истоков, непосредственно сам участвовал в становлении ракетной и космической техники в СССР и создании ракетно-ядерного щита и наших побед в космосе. Более того, эта серия книг показывает безусловный писательский талант учёного. 
Биография самого автора книги может служить яркой иллюстрацией истории Советского Союза. В апреле 1945 года ещё шли бои, а Черток по заданию Министерства авиационной промышленности СССР с группой сотрудников НИИ-1 прибыл в Германию, где занимается поиском и изучением немецких ракет Фау-2. Тут он знакомится с будущими членами Совета главных конструкторов и соратниками на долгие годы. Эта командировка определила его судьбу до конца жизни.
Именно об этом повествуется в первом томе книги «Ракеты и люди», под названием «От самолетов до ракет». Книга богато иллюстрирована фотографиями, некоторые из них уникальны.

## Издание
Книга вышла в свет в издательстве «РТСофт» в 2016 году. ISBN 5-9900271-5-X, 978-5-903545-38-4